# Harris (Iowa)
Harris è un comune degli Stati Uniti d'America, situato nello Stato dell'Iowa, nella contea di Osceola.